# 1. A razred nogometnog Podsaveza Zagreb 1966./67.
1. A razred nogometnog Podsaveza Zagreb (1. A razred Zagrebačkog nogometnog podsaveza) je bila liga 6. stupnja nogometnog prvenstva Jugoslavije za sezonu 1966./67. 

Sudjelovalo je 12 klubova, a prvak je bila „Prvomajska” iz Zagreba.

## Ljestvica
| mj. | klub                   | ut. | pob. | ner. | por. | gol+ | gol- | bod |
| --- | ---------------------- | --- | ---- | ---- | ---- | ---- | ---- | --- |
| 1.  | Prvomajska Zagreb      | 22  | 13   | 7    | 2    | 83   | 28   | 33  |
| 2.  | Pekarski Zagreb        | 22  | 12   | 9    | 1    | 76   | 25   | 33  |
| 3.  | Cesta Zagreb           | 22  | 13   | 6    | 3    | 63   | 29   | 32  |
| 4.  | ZET Zagreb             | 22  | 12   | 5    | 5    | 66   | 38   | 29  |
| 5.  | Sava Strmec Samoborski | 22  | 11   | 6    | 5    | 56   | 22   | 28  |
| 6.  | Sava Drenje Brdovečko  | 22  | 10   | 3    | 9    | 63   | 57   | 23  |
| 7.  | Maksimir Zagreb        | 22  | 7    | 7    | 8    | 42   | 40   | 21  |
| 8.  | Špansko Zagreb         | 22  | 7    | 3    | 12   | 39   | 50   | 17  |
| 9.  | Zelina                 | 22  | 7    | 3    | 12   | 31   | 54   | 17  |
| 10. | Mladost Luka           | 22  | 7    | 2    | 13   | 34   | 72   | 16  |
| 11. | Bistra (Donja Bistra)  | 22  | 3    | 2    | 17   | 48   | 99   | 8   |
| 12. | Omladinac Novaki       | 22  | 2    | 3    | 17   | 17   | 104  | 7   |

- za pojedine klubove su dati golovi bez nekih utakmica
- Zelina – tadašnji naziv za Sveti Ivan Zelinu

## Rezultatska križaljka
| kratica | klub                   | BIS      | CES      | MAK      | MLA  | OML      | PEK | PRV | SADB | SASS | ŠPA | ZEL      | ZET |
| --- | ---------------------- | -------- | -------- | -------- | ---- | -------- | --- | --- | ---- | ---- | --- | -------- | --- |
| BIS | Bistra (Donja Bistra)  |          | 1:7      | 7:3      | 1:2  | 9:1      | 1:4 | 3:6 | 3:6  | 1:3  | 1:2 | 3:3      | 1:6 |
| CES | Cesta Zagreb           | 7:3      |          | 1:0      | 5:1  | 11:0     | 2:0 | 2:2 | 2:1  | 1:1  | 2:2 | 3:1      | 2:0 |
| MAK | Maksimir Zagreb        | 10:0     | 1:1      |          | 4:0  | 3:0 p.f. | 1:6 | 1:1 | 2:0  | 0:0  | 3:1 | 0:0      | 3:2 |
| MLA | Mladost Luka           | 2:3      | 1:2      | 4:2      |      | 3:1      | 3:3 | 2:8 |      | 3:0  | 1:3 | 3:0      | 2:3 |
| OML | Omladinac Novaki       | 2:2      | 0:3 p.f. | 0:3 p.f. | 2:3  |          | 2:5 | 2:6 | 1:1  |      | 1:1 | 3:0 p.f. | 1:4 |
| PEK | Pekarski Zagreb        | 3:0 p.f. | 3:3      | 0:0      | 6:0  | 12:0     |     | 1:1 | 6:1  | 2:1  | 3:1 | 6:0      | 2:2 |
| PRV | Prvomajska Zagreb      | 7:0      | 1:1      | 5:0      | 10:0 | 3:0 p.f. | 0:0 |     | 7:0  | 0:0  | 4:1 | 4:1      | 4:3 |
| SADB | Sava Drenje Brdovečko  | 10:3     | 2:3      | 4:2      | 5:0  | 7:0      | 3:2 | 5:3 |      | 3:2  | 6:3 | 3:1      | 1:1 |
| SASS | Sava Strmec Samoborski | 3:0      | 4:1      | 3:0      | 2:2  | 6:0      | 2:2 | 2:0 | 6:0  |      | 4:2 | 3:0 p.f. | 8:0 |
| ŠPA | Špansko Zagreb         | 5:1      | 0:2      | 1:1      | 3:0  | 3:1      | 1:3 | 1:4 | 5:1  | 1:3  |     |          | 1:4 |
| ZEL | Zelina                 | 4:3      | 2:1      | 1:1      | 4:2  | 6:0      | 1:6 | 1:5 | 1:0  | 3:2  | 2:1 |          | 0:2 |
| ZET | ZET Zagreb             | 3:2      | 3:1      | 3:2      | 5:0  | 13:0     | 0:0 | 2:2 | 3:4  | 1:1  | 3:1 | 3:0      |     |
| |                        |          |          |          |      |          |     |     |      |      |     |          |     |
| podebljan rezultat - utakmice od 1. do 11. kola (1. utakmica između klubova) rezultat normalne debljine - utakmice od 12. do 22. kola (2. utakmica između klubova) rezultat nakošen - nije vidljiv redoslijed odigravanja međusobnih utakmica iz dostupnih izvora rezultat nakošen i smanjen * - iz dostupnih izvora nije uočljiv domaćin susreta prekrižen rezultat - poništena ili brisana utakmica p - utakmica prekinuta 3:0 p.f. / 0:3 p.f. - rezultat 3:0 bez borbe |                        |          |          |          |      |          |     |     |      |      |     |          |     |

 Izvori: 

## Poveznice
- Prvenstva Zagrebačkog nogometnog podsaveza
- Zagrebački nogometni podsavez